# جين برادلي
جين برادلي (بالإنجليزية: Gene Bradley)‏ هو لاعب كرة قدم أمريكية أمريكي، ولد في 26 نوفمبر 1957 في جونزبورو في الولايات المتحدة.

## وصلات خارجية
- جين برادلي على موقع JustSportsStats.com (الإنجليزية)